# Selsun azul
Selsun azul é um shampoo anticaspa para cabelos secos.

## Composição
Selenium sulfide, DMDM hydantoin, magnesium aluminum silicate, bentonite, CL 77891, CL 42090, sodium laureth sulfate, sodium phosphate, cocamidopropyl betaine, cocamide DEA, citric acid, sodium chloride, parfum, aqua.